# Alan Mullery
Alan Patrick Mullery (* 23. listopadu 1941, Londýn) je bývalý anglický fotbalista. Nastupoval především na postu záložníka. S anglickou reprezentací získal bronzovou medaili na mistrovství Evropy v roce 1968 (zahrál si semifinálové utkání proti Jugoslávii). Zúčastnil se též mistrovství světa v roce 1970 a odehrál všechna čtyři anglická utkání na turnaji, ve čtvrtfinálovém zápase proti Německu vstřelil gól. Za národní tým nastupoval v letech 1964–1971 a odehrál za něj 35 utkání, v nichž vstřelil jednu branku. Na klubové úrovni hrál za Fulham (1958–1964, 1972–1976), Tottenham Hotspur (1964–1972) a jihoafrický Durban City (1976). S Tottenhamem vyhrál Pohár UEFA 1971/72, tým v něm vedl jako kapitán. V roce 1967 s ním získal FA Cup. V roce 1975 byl vyhlášen anglickým fotbalistou roku (dle FWA). Po skončení hráčské kariéry se stal trenérem, vedl mj. Brighton, Crystal Palace a Queens Park Rangers.